# Южно-Российский научно-культурный центр А. П. Чехова
Южно-Российский научно-культурный центр А. П. Чехова / ЮРНКЦ А. П. Чехова — структурное подразделение Таганрогского государственного литературного и историко-архитектурного музея-заповедника (ТГЛИАМЗ).

## История создания
Южно-Российский научно-культурный центр А.П. Чехова был создан в 2010 году, в год 150-летия со Дня рождения Чехова. Декларируемая цель создания Центра — популяризация чеховского наследия, памятников истории и культуры Таганрога и Ростовской области.
Размещается ЮРНКЦ в правом, западном двухэтажном крыле старой Чеховской гимназии, которое было пристроено к основному центральному зданию гимназии в 1904 году. До 1975 года в этих помещениях, равно как и в центральном здании гимназии, располагалась Гимназия № 2 имени А. П. Чехова. После строительства нового четырёхэтажного здания школы правое крыло старой гимназии было передано Таганрогской детской художественной школе, которая пребывала там с 1975 по 1995 год. После проведённого ремонта правое крыло здания в 1998 году сначала передали спорткомитету Таганрога, а впоследствии — Литературному музею А. П. Чехова.
В январе 2010 года, во время проведения в Таганроге мероприятий, посвященных 150-летию со дня рождения Чехова, Литературный музей и ЮРНКЦ посетил президент РФ Д. А. Медведев.

## Деятельность центра
На базе ЮРНКЦ проводятся научные конференции, семинары, творческие встречи. Сотрудниками центра разработаны образовательные программы для детской аудитории. В рамках выставочных проектов музейными педагогами ЮРНКЦ проводятся конкурсы, интерактивные занятия, мастер-классы, которые дети выполняют сразу после осмотра экспозиции.

## Руководители ЮРНКЦ А. П. Чехова
- с 2010 по наст. время — Л. А. Токмакова